# Gina Alice Stiebitz
Gina Alice Stiebitz (Berlino, ottobre 1997) è un'attrice tedesca.

## Filmografia parziale

### Cinema
- Womb, regia di Benedek Fliegauf (2010)

### Televisione
- In aller Freundschaft - serie TV (2011)
- Wie erziehe ich meine Eltern? - serie TV (2010-2011)
- Familie Dr. Kleist - serie TV (2016)
- 14º Distretto (Großstadtrevier) - serie TV (2017)
- Dark - serie TV (2017-2020)
- Il commissario Köster (Der Alte) - serie TV (2019)